# Veenendaal-Veenendaal 2003
La Veenendaal-Veenendaal 2003, diciottesima edizione della corsa, si svolse il 24 aprile su un percorso di 208 km, con partenza ed arrivo a Veenendaal. Fu vinta dall'olandese Léon van Bon della squadra Lotto-Domo davanti al belga Marc Wauters e all'australiano Robbie McEwen.

## Ordine d'arrivo (Top 10)
| Pos. | Corridore         | Squadra                      | Tempo    |
| ---- | ----------------- | ---------------------------- | -------- |
| 1    | Léon van Bon      | Lotto-Domo                   | 4h34'14" |
| 2    | Marc Wauters      | Rabobank                     | s.t.     |
| 3    | Robbie McEwen     | Lotto-Domo                   | a 12"    |
| 4    | Bram Schmitz      | Bankgiroloterij Cycling Team | s.t.     |
| 5    | Kurt Asle Arvesen | Team Fakta                   | s.t.     |
| 6    | Lars Bak          | Team Fakta                   | s.t.     |
| 7    | Stefan van Dijk   | Lotto-Domo                   | a 1'07"  |
| 8    | Jans Koerts       | Bankgiroloterij Cycling Team | s.t.     |
| 9    | Aart Vierhouten   | Lotto-Domo                   | s.t.     |
| 10   | Matthé Pronk      | Bankgiroloterij Cycling Team | s.t.     |